# Sedan-Ouest (tổng)
Tổng Sedan-Ouest là một tổng ở tỉnh Ardennes trong vùng Grand Est.

## Hành chính
| Giai đoạn | Ủy viên        | Đảng | Tư cách |
| --------- | -------------- | ---- | ------- |
| 2008-2014 | Evelyne Welter | DVD  | ...     |
| 2001-2008 | Evelyne Welter | UDF  | ...     |

## Các đơn vị hành chính
Tổng Sedan-Ouest gồm 12 xã với dân số 16 076 người (điều tra năm 1999, dân số không tính trùng)
| Xã                     | Dân số | Mã bưu chính | Mã insee |
| ---------------------- | ------ | ------------ | -------- |
| Bosseval-et-Briancourt | 403    | 08350        | 08072    |
| Chéhéry                | 142    | 08350        | 08114    |
| Cheveuges              | 419    | 08350        | 08119    |
| Donchery               | 2 393  | 08350        | 08142    |
| Noyers-Pont-Maugis     | 712    | 08350        | 08331    |
| Saint-Aignan           | 150    | 08350        | 08377    |
| Saint-Menges           | 996    | 08200        | 08391    |
| Sedan                  | 6 631  | 08200        | 08409    |
| Thelonne               | 260    | 08350        | 08445    |
| Villers-sur-Bar        | 235    | 08350        | 08481    |
| Vrigne-aux-Bois        | 3 668  | 08330        | 08491    |
| Wadelincourt           | 526    | 08200        | 08494    |

(1) một phần xã.

## Thông tin nhân khẩu
| 1962                                                     | 1968 | 1975 | 1982 | 1990   | 1999   |
| -------------------------------------------------------- | ---- | ---- | ---- | ------ | ------ |
| -                                                        | -    | -    | -    | 16 535 | 16 076 |
| Nombre retenu à partir de 1962 : dân số không tính trùng |      |      |      |        |        |